# ГЕС Ноксон-Рапідс
ГЕС Ноксон-Рапідс — гідроелектростанція у штаті Монтана (Сполучені Штати Америки). Знаходячись між ГЕС Томпсон-Фоллс (вище по течії) та ГЕС Cabinet Gorge, входить до складу каскаду у сточищі річки Панд-Орей, лівої притоки Колумбії (має устя на узбережжі Тихого океану на межі штатів Вашингтон та Орегон).
У межах проекту Кларк-Форк (верхня течія Панд-Орей до озера Панд-Орей) перекрили комбінованою греблею висотою 79 метрів, яка включає центральну бетонну ділянку довжиною 265 метрів (потребувала 129 тис. м3 матеріалу) та бічні земляні секції загальною довжиною 1623 метри та товщиною по основі 213 метрів. Вона утримує витягнуте по долині річки на 61 км водосховище з площею поверхні 32,1 км2 та об'ємом 493 млн м3 (корисний об'єм 285 млн м3) з припустимим коливанням рівня у операційному режимі в діапазоні 11 метрів.
Через п'ять водоводів діаметром по 7,9 метра ресурс подається до пригреблевого машинного залу, який обладнали п'ятьма турбінами типу Френсіс — чотирма з максимальною потужністю по 97,5 МВт та однією з показником 124,9 МВт (загальна номінальна потужність станції наразі рахується як 484 МВт). При напорі у 46 метрів вони забезпечують виробництво 1725 млн кВт-год електроенергії на рік.